# Stazione di Dazio
La stazione di Dazio è una fermata ferroviaria posta lungo la ferrovia Cumana, al confine occidentale del comune di Napoli, nel quartiere di Bagnoli.

## Storia
La stazione fu aperta nel luglio 1889 con il nome Manzella come parte del primo tronco ferroviario della Cumana da Montesanto a Patamia (stazione successiva a questa, poi soppressa). Nel corso degli anni è stata interessata dai complessi lavori di raddoppio della linea, che hanno comportato tra i vari interventi la realizzazione di una nuova galleria sotto il Monte Olibano nelle immediate vicinanze della stazione.